# Лејк Ајванхо (Висконсин)
Лејк Ајванхо (енгл. Lake Ivanhoe) насељено је место без административног статуса у америчкој савезној држави Висконсин.

## Демографија
По попису из 2010. године број становника је 435.
| Група             | 2000.    | 2010.       |
| Белци             | 0 (0,0%) | 236 (54,3%) |
| Афроамериканци    | 0 (0,0%) | 66 (15,2%)  |
| Азијати           | 0 (0,0%) | 1 (0,2%)    |
| Хиспаноамериканци | 0 (0,0%) | 116 (26,7%) |
| Укупно            | 0        | 435         |